# 月光荘
月光荘（げっこうそう）は、1917年（大正6年）創業の日本の画材店。トレードマークは「友を呼ぶホルン」。自社工場にて絵の具や筆を製造し、オリジナル製品のみを取り扱う。

## 概要
1917年　東京府豊多摩郡淀橋町角筈（現・新宿区）にて創業。百坪の面積で中庭もあった。建築設計は藤田嗣治の監修による。当時はフランスやイギリスからの輸入画材商としてスタートする。
1940年、疎開先の富山県宇奈月にてコバルトブルーの技法を発見。顔料から作られた純国産第一号の絵の具を誕生させる。 
太平洋戦争で新宿の店舗はすべて焼失し、1948年に銀座・泰明小学校前の3坪に満たない店舗で再開した。
1952年、チタン製の油絵の具「チタン・ホワイト」の製造に成功。猪熊弦一郎による要望から生まれた。
1960年、月光荘ピンクと呼ばれるコバルト・バイオレット・ピンクを発明。
1970年代、画廊事業を展開し、ソビエト絵画を多く取り扱う。1980年代後半、レオナルド・ダ・ヴィンチの習作をイタリアから不法輸入したなどのスキャンダルが広まり、1989年に倒産。画廊事業の不正に関わりこれらの経営者であった中村曜子と橋本百蔵はイタリア当局および日本当局に追及された。画材事業は創業者の兵藏や娘の日比ななせにより再建される。
2006年、銀座8丁目、花椿通り沿いに店舗を移転。
2008年、月光荘スケッチブックの「ウス点」が、グッドデザイン・ロングライフデザイン賞を受賞。1センチ四方の点が打たれている。本作は、顧客だった松下幸之助の依頼に応じて作られた。
2013年、「月光荘サロン・月のはなれ」オープン。
2014年、月光荘アルミパレットが、グッドデザイン・ロングライフデザイン賞を受賞。
2017年、創業100周年を記念して「人生で大切なことは月光荘おじさんから学んだ」を出版。
2021年、ユーモアカードの詩や色ポエムなどが一冊にまとめられた「エノグ屋の言葉集」を出版。
2021年、埼玉工場を改装し、カフェバーやアトリエ、宿泊スペースなどが併設された複合施設、月光荘ファルベとしてリニューアルオープン。
2023年、アートに囲まれた環境で交流できる大人の社交場「Maison Gekkoso メゾンゲッコウソウ」を、月光荘の店舗地下にオープン。

## 店名の由来
歌人の与謝野鉄幹・与謝野晶子夫妻が、創業者の橋本兵藏を可愛がり、ポール・ヴェルレーヌの詩を引用して「大空の月の中より君来しや　ひるも光りぬ夜も光りぬ」と詠み「月光荘」と名付けた。

## 関連絵具メーカー
- まっち絵の具（元・企業組合まっち絵具製造）- 2011年に月光荘の出資により株式会社化
- 春蔵絵具（HARUZO、元・文房堂絵具）- 2018年に月光荘と提携開始